# بلايريو الثالثة
بلايريو الثالثة (بالإنجليزية: Blériot III)‏ هي طائرة تجريبية أنتجت في 1906 بفرنسا. من صناعة لويس بلايريو وغابرييل فويسن. صنع منها طائرة واحدة.